# Michel Barnier
Michel Barnier (* 9. ledna 1951 La Tronche, Francie) je francouzský politik, od září do prosince 2024 předseda vlády Francie. Od července 2016 byl hlavním vyjednavačem Evropské unie pro jednání s britskou vládou o podmínkách vystoupení Spojeného království z EU (tzv. brexitu).

## Politická kariéra
Vystudoval ESCP Europe a byl zaměstnán v úřadu několika francouzských ministrů. Sám vstoupil do politiky ve svých 27 letech, kdy byl zvolen poslancem za neogaullistické Rassemblement pour la République (Sdružení pro republiku). Poslancem byl až do roku 1993, kdy se stal členem kabinetu.
Byl šéfem kandidatury města Albertville na pořádání Zimních olympijských her 1992, po přidělení pořadatelství předsedal organizačnímu výboru spolu s Jean-Claudem Killym.
O rok později se poprvé stal členem francouzské vlády, když nastoupil do úřadu ministra životního prostředí. V roce 1995 ho tehdejší premiér Jacques Chirac jmenoval státním sekretářem pro evropské záležitosti. V této funkci setrval do porážky pravice ve volbách v roce 1997. V této době, v letech 1995 až 1999, byl také senátorem za Savojsko.
Následně poprvé nastoupil jako člen Evropské komise, v letech 1999 až 2004 vykonával funkci komisaře pro regionální politiku.
Mezi 31. březnem 2004 a 2. červnem 2005 zastával úřad francouzského ministra zahraničních věcí ve vládě Jeana-Pierra Raffarina. Z tohoto úřadu byl odvolán v souvislosti se zamítnutím Evropské ústavy ve francouzském referendu.
Od roku 2006 do roku 2009 byl místopředsedou Evropské lidové strany.
Od roku 2007 byl francouzským ministrem zemědělství, v roce 2009 však tento post opustil, aby se opět mohl věnovat funkci evropského komisaře.
V letech 2010–2014 byl Barnier komisařem pro vnitřní trh a služby v Evropské komisi vedené José Barrosem. Jmenován byl s cílem regulovat zejména finanční a bankovní trh, symbolizovaný londýnskou finanční čtvrtí City. Během svého působení ve funkci prosadil na čtyři desítky regulačních předpisů týkajících se bankovního a pojišťovacího sektoru a trhu. V roce 2013 prohlásil, že fiskální unie v Evropě musí vést i k užší politické unii pro všech 27 zemí, což vyvolalo odpor zejména ve Spojeném království.
V roce 2014 se ucházel o post kandidáta Evropské lidové strany na předsedu Evropské komise, ale prohrál s Jeanem-Claudem Junckerem.
V červenci 2016 byl jmenován hlavním vyjednavačem Evropské unie pro jednání s britskou vládou o modalitách vystoupení Spojeného království z EU. V té souvislosti byl připomínán jeho napjatý vztah ke Spojenému království od doby jeho působení ve funkci evropského komisaře pro vnitřní trh. Tehdy byl charakterizován jako pragmatický politik, více Evropan než Francouz. 19. března 2020 bylo oznámeno, že Barnier byl pozitivně testován na koronavirus, což značně ovlivní současná vyjednávání o dalších vztazích se Spojeným královstvím po již uskutečněném brexitu, která měla původně být uzavřena dohodou do konce roku 2020. Kvůli Barnierovu onemocnění byla vyjednávání dočasně přerušena, také z toho důvodu, že všichni členové delegací obou stran se museli uchýlit do karantény. Předsedkyně Evropské komise Ursula von der Leyenová prohlásila, že předepsaná lhůta pro dosažení dohody nebude stačit.
Barnier je také členem komise Mezinárodního olympijského výboru pro udržitelnost a dědictví.

### Premiér Francie
Po předčasných volbách do Národního shromáždění konaných na přelomu června a července 2024 se jeho strana umístila na čtvrtém místě se ziskem 39 mandátů. Kvůli povolebnímu patu žádná z velkých stran či aliancí nebyla schopna sestavit vládu. V září 2024 prezident Emmanuel Macron překvapivě jmenoval Barniera premiérem. Barniera podpořila Macronova strana Obnova, Demokratické hnutí, Unie demokratů a nezávislých a Radikální strana. Vládní strany však neměly většinu. Levicová Nová lidová fronta proto vyvolala hlasování o vyslovení nedůvěry vládě. Při hlasování pravicovou vládu podpořila krajně pravicová strana Národní sdružení.
Na začátku prosince 2024 Národní shromáždění schvalovalo státní rozpočet na rok 2025. Ten obsahoval pravicové reformy Macrona a opatření ke konsolidaci veřejných rozpočtů. Se škrty ovšem nesouhlasily jak levicová Nová lidová fronta, tak krajně pravicové Národní sdružení. Jelikož vláda odmítla dělat v návrhu ústupky požadované Národním sdružením, schválila si možnost schválit státní rozpočet bez hlasování parlamentu, což francouzské zákony umožňují. Poté je ovšem automaticky nutné hlasovat o vyslovení nedůvěry vládě. V tomto hlasování však Národní sdružení již vládu nepodrželo a ta tak dne 4. prosince 2024 padla. Barnier následně úřadoval v demisi.

## Soukromý život
Michel Barnier je ženatý a má tři děti.